# Iveco LMV
Iveco LMV (Light Multirole Vehicle) – włoski wojskowy wielozadaniowy samochód terenowy produkowany przez przedsiębiorstwo Iveco. Pojazd wykorzystywany jest m.in. przez armię włoską, gdzie służy pod nazwą VTLM Lince, brytyjską (Panther CLV), austriacką (Husar) oraz rosyjską (Rys′).
Iveco LMV przystosowane jest do pełnienia różnorodnych funkcji, m.in. samochodu ciężarowego, ambulansu, platformy dla uzbrojenia oraz wozu dowodzenia. Pojazd zapewnia ochronę przed wybuchem improwizowanych ładunków wybuchowych, a jego uzbrojenie może stanowić sterowany zdalnie karabin maszynowy lub granatnik automatyczny.
W 2012 roku pod nazwą Rys′ (Ryś) zostały przyjęte na uzbrojenie armii Rosji, z zamiarem lokalnej produkcji licencyjnej.